# Friedrich de la Motte Fouqué
Friedrich Heinrich Karl de la Motte Fouqué (írói álnevei Pellegrin és A.L.T. Frank), * (Brandenburg an der Havel, 1777. február 12. – Berlin, 1843. január 23.) német romantikus író, a „romanticizmus Don Quijote-ja”.

## Élete
Régi brandenburgi francia hugenotta nemesi családból származott. Nagyapja, Heinrich August de la Motte Fouqué a porosz hadsereg tábornoka volt II. Frigyes idején. Különböző házitanítók nevelték, többek között Dietrich Arnold Friedrich Sachse és August Ludwig Hülsen. Nagyapja hatására fiatalon belépett a porosz hadseregbe. Tizenhét évesen már zászlósi rangban vett részt az 1794-es rajnai hadjáratban. Ezt követően hadnagyként szolgált a weimari herceg vérteseinél. 1798-ban feleségül vette Marianne von Schubaertet, 1802-ben elvált tőle. Ugyanebben az évben kilépett a hadseregből.
A Weimarban töltött idő alatt találkozott Goethével, Schillerrel és Herderrel. 1803-ban feleségül vette Caroline von Rochow írónőt. Fouqué és felesége a Rathenow melletti birtokukon telepedtek le, mindketten irodalommal foglalkoztak. Fouqué kezdetben Pellegrin álnéven publikált, pártfogója August Wilhelm Schlegel volt, aki 1804-ben kiadta Dramatische Spiele című kötetét.
Ezt követte a Romanzen vom Thal Ronceval (1805), a Historie vom edlen Ritter Galmy und einer schönen Herzogin von Bretagne című regény (1806), az Alwin című regény (1808) és a Sigurd, der Schlangentöter című hősi játék (1808) - ezeknek a műveknek az anyaga, költői felfogása és ábrázolási módja már előrevetítette későbbi írásművészetének jellegzetességeit. A középkor északi hősi énekei és francia lovagi történetei művében fantasztikus világgá olvadnak össze.
1808 és 1820 között Fouqué élete és műve egyaránt lendületbe jött. 1813-ban a hazafiság visszavezette őt a porosz hadseregbe, ahol hadnagyként részt vett a Napóleon elleni háborúkban. 1815-ben őrnagyként szerelt le és ismét a Rathenow melletti birtokán élt. Ekkor írta a kritikusok által legjobbnak minősített művét, az Undine című fantasztikus elemekkel átszőtt mesét (Berlin, 1811).
Ebben a korszakban írta a Der Zauberring (Nürnberg 1813) és Die Fahrten Thiodulfs, des Isländers (Hamburg 1815) című lovagregényeit. A kisregények mellett írt epikus költeményeket, színdarabokat, lovagi tragédiákat és számos elbeszélést is.
1818-ban Fouqué szélütést kapott. Ezután jelentek meg a Bertrand du Guesclin (Lipcse 1821), Ritter Elidouc, altbretagnische Sage (Lipcse 1823), Die Saga von Gunlaugar, genannt Drachenzunge, und Rafn dem Skalden. Eine Islandskunde des 9. Jahrhunderts (Bécs 1826), Jakob Böhme, ein biographischer Denkstein (Greiz 1831) című elbeszélései.
1831-ben halt meg felesége, 1833-ban ismét megházasodott és Halléba költözött. 1841-ben visszatért Berlinbe és kiadta válogatott műveit tizenkét kötetben.

## Művei
- Dramatische Spiele, Berlin, Unger, 1804
- Romanzen vom Thal Ronceval, Berlin, 1805
- Historie vom edlen Ritter Galmy und einer schönen Herzogin von Bretagne, 1806
- Alwin, 1808
- Sigurd, der Schlangentöter (1808)
- Undine, 1811
- Der Zauberring (Nürnberg, 1813)
- Karls d. Gr. Geburt und Jugendjahre (Nürnberg, 1814)
- Die Fahrten Thiodulfs, des Isländers (Hamburg, 1815)
- Kleinen Romane (Berlin, 1814-19, 6 kötet)
- Sängerliebe (Stuttgart, 1816)
- Die wunderbaren Begebenheiten des Grafen Alethes von Lindenstein (Leipzig, 1817)
- Geschichten vom Kaiser Julian und seinen Rittern, 1818 (Julianus császárról)
- Bertrand du Guesclin (Leipzig, 1821)
- Ritter Elidouc, altbretagnische Sage (Leipzig, 1823)
- Die Saga von Gunlaugar, genannt Drachenzunge, und Rafn dem Skalden. Eine Islandskunde des 9. Jahrhunderts (Wien, 1826)
- Ernst Friedrich Wilhelm Philipp von Rüchel, Königlich Preußischer General der Infanterie. Eine militairische Biographie, 2 kötet, Berlin, 1826
- Jakob Böhme, ein biographischer Denkstein (Greiz, 1831)
- Die Weltreiche zu Anfang der Jahre 1835-40, Dichtungen (Halle 1835-40, 6 füzet) * Preußische Trauersprüche und Huldigungsgrüße für das Jahr 1840 (Halle, 1840)
- Lebensgeschichte (Halle, 1840)
- Der Pappenheimer Kürassier, Szenen aus der Zeit des Dreißigjährigen Kriegs (Nordhausen, 1842)
- Ausgewählte Werke, 12 kötet, Halle, 1841
- Abfall und Buße oder die Seelenspiegel, Berlin, 1844
- Geistliche Gedichte, Berlin, 1846
- Christliche Gedichte, Berlin, 1862

## Magyarul
- Undine. Rege; ford.: Ábrányi Emil, ifj. Ábrányi Kornél; Grill, Bp., 1885
- Undine. Rege; ford. Radványi Ernő; Kultúra, Bp., 1920 (Az ifjúság érdekes könyvtára)
- Undine; ford. Radványi Ernő, versford. Hárs Ernő ford.; Új Ember, Bp., 2014

## Fordítás
- Ez a szócikk részben vagy egészben a Friedrich de la Motte Fouqué című német Wikipédia-szócikk ezen változatának fordításán alapul.  Az eredeti cikk szerkesztőit annak laptörténete sorolja fel. Ez a jelzés csupán a megfogalmazás eredetét és a szerzői jogokat jelzi, nem szolgál a cikkben szereplő információk forrásmegjelöléseként.